# Helmovka dvojvonná
Helmovka dvojvonná (Mycena diosma) je druh houby z čeledi helmovkovité (Mycenaceae). V Červeném seznamu hub České republiky je druh uveden jako ohrožený.

## Znaky
Klobouk dorůstá do šířky 1,5–5 cm, zpočátku polokulovitý, později zvoncovitý až plošně rozložený, s tupým hrbolem uprostřed, ve stáří často zprohýbaný. Krajní třetina klobouku je průsvitná. Fialová pokožka je hladká, lesklá, mívá hnědý, červený, růžový či červený nádech, ve středové oblasti se někdy objevují okrové skvrnky.
Lupeny jsou šedavé, fialovošedé až fialové, na klobouku středně hustě uspořádané, ke třeni dosahující. Výtrusný prach je bílý.
Třeň je 3–11 cm dlouhý, hladký, křehký, válcovitý, dutý, stejné barvy jako klobouk.
Dužnina je křehká, vláknitá, vodnatá, světle fialová, chuťově je kořenitá, voní po ovoci a cigaretách.

## Užití
Jedovatá houba.

## Ekologie
Od května do listopadu roste v přirozených lesích, ve skupince nebo solitérně, na zemi pod zejména listnatými stromy nebo na jejich trouchnivějícím dřevě. Preferuje buky.

## Rozšíření
Druh se vyskytuje pouze v rámci Evropy a Kanárských ostrovů.

## Galerie

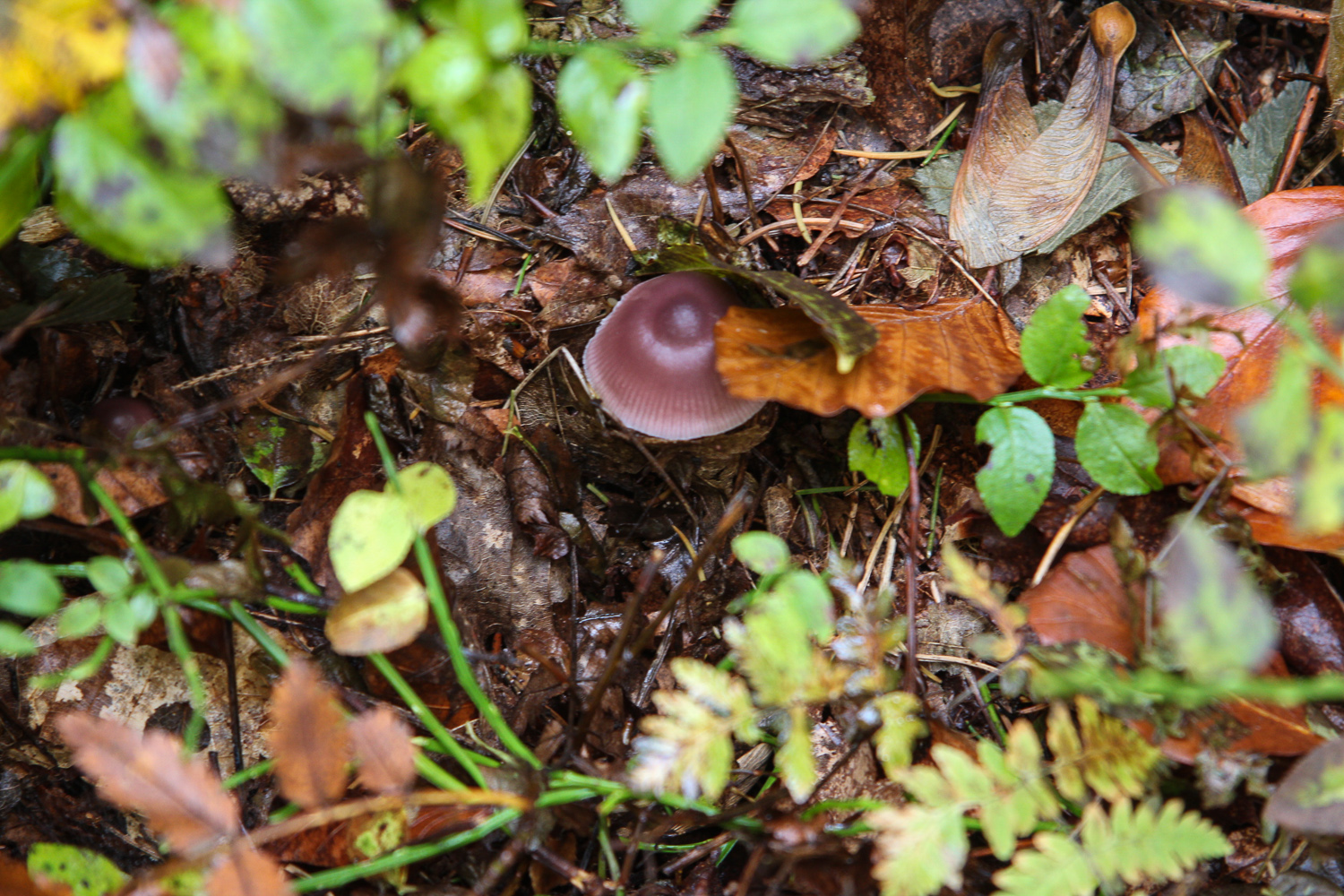
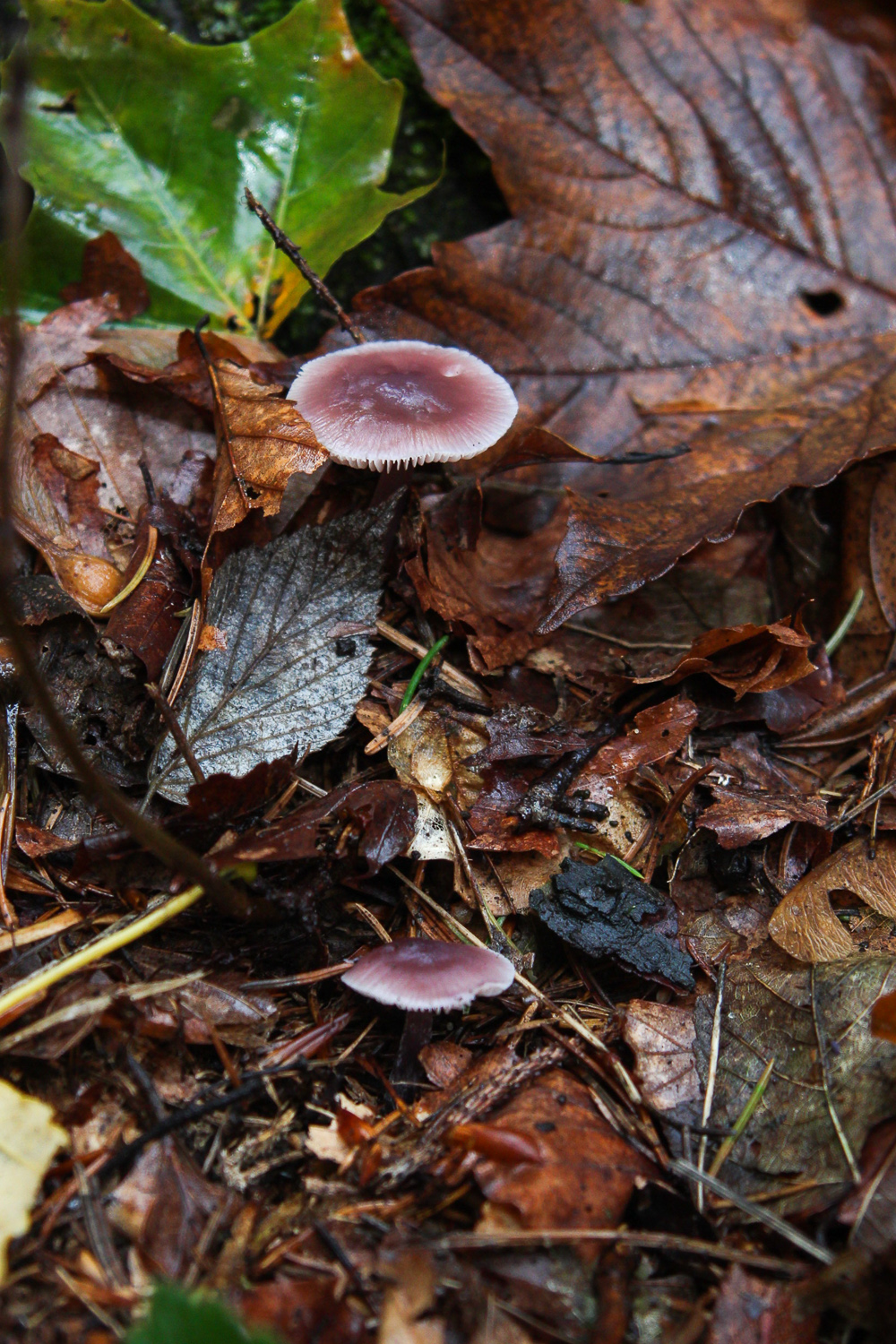
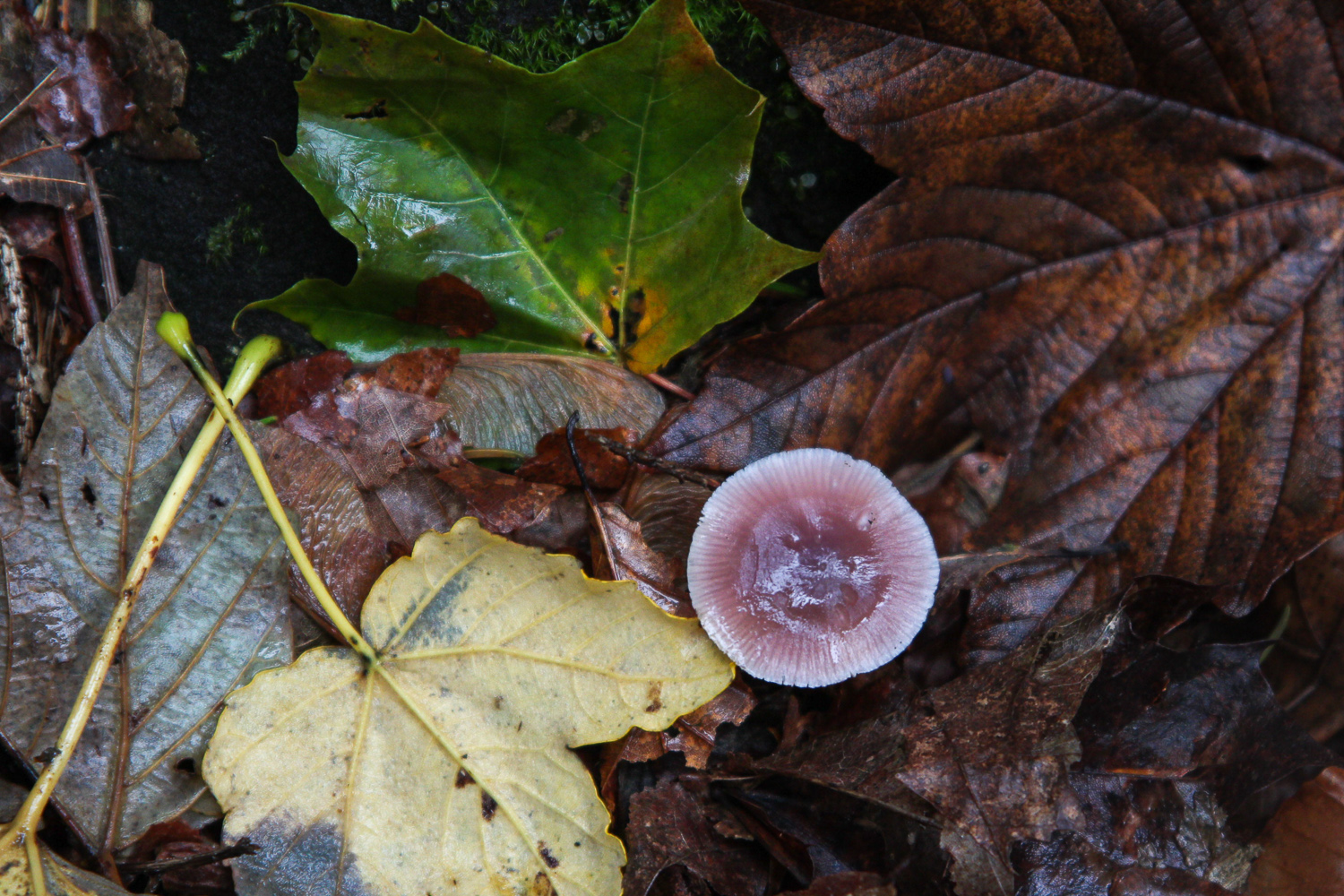

## Možnost záměny
- Helmovka ředkvičková (Mycena pura) – liší se ředkvičkovou vůní.
- Helmovka zoubkatá (Mycena pelianthina) – liší se ředkvičkovou vůní a černými okraji ostřím.
- Helmovka narůžovělá (Mycena rosea) – liší se ředkvičkovou vůní a většími plodnicemi.[2]